# Fidena auricincta
Fidena auricincta är en tvåvingeart som först beskrevs av Lutz och Nevia 1909.  Fidena auricincta ingår i släktet Fidena och familjen bromsar. Inga underarter finns listade i Catalogue of Life.